# Compagnie des mines de La Lucette
La Compagnie des mines de La Lucette était une société anonyme française détenue par la banque Mirabaud et Cie, créée en 1898 et cotée à la Bourse de Paris, qui a exploité les gisements d'or et d'antimoine des « Mines de la Lucette », sur le site du Genest Saint Isle, en Mayenne, à 11 kilomètres de Laval, ainsi qu'en Auvergne, près de Massiac, en Vendée et en Bretagne, puis à Messaoud Boudjriou et Bouchegouf, en Algérie.

## Histoire
Le gisement d’antimoine de "La Lucette", sur la commune de Genest Saint Isle, en Mayenne, a été découvert en 1891 par M.Masure et M.Béasse puis a été exploité à partir des quartz de la Léverie. L'extraction a lieu de 1898 à 1934 sous la direction d'un ingénieur métallurgiste, Henri Herrenschmidt, avec un pic de production entre 1904 et 1914. En 1903, la découverte que la stibine, ou sulfure d'antimoine, était fréquemment aurifère provoqua l'accélération de l'extraction, sous la direction de Pierre Theuriot, qui était jusque-là directeur de la Compagnie du Boléo, exploitant du cuivre en Basse-Californie, au Mexique. La Compagnie des mines de La Lucette a ainsi produit 2,7 millions de francs-or en 1909 et 10 000 à 12 000 tonnes d'antimoine. Il a alors a été créé 40 000 parts de fondateur, sous forme d'augmentation de capital, donnant droit à 44 % des bénéfices. En 1910, la compagnie a extrait des mines de la Lucette environ 7 600 tonnes de minerai d'antimoine et 740 kg d'or pur. En 1908, les mines de la société fournissaient en produits antimoniés le quart de la production mondiale de ce métal. L'afflux de métal extrait en Mayenne lors de ces quelques années d'exception lui a permis de racheter d'autres mines, en Métropole et en Algérie, un peu avant et après la Première Guerre mondiale. Le gisement de Mayenne décline après la fin de celle-ci et ses mines sont abandonnées depuis 1934.

## Implantations
La Compagnie des mines de La Lucette a été créée en Mayenne puis a racheté d'autres gisements d'antimoine, souvent plus anciens, pour constituer un groupe pesant plus du quart de la production mondiale d'antimoine, à mesure que de nouveaux usages de ce minerai devenaient plus intéressants.

### Tunisie
En Tunisie, la Compagnie des mines de La Lucette a obtenu le 31 décembre 1928 la concession de Koudiat Es-Safra, (la colline jaune en arabe, à cause de la couleur que le sol y prend), un oued rempli de touffes gigantesques de lauriers-roses, avec des terres de culture très peuplées, pour y exploiter la mine de plomb et d'antimoine de « Koudiat Safra ». Le site, à la base du Djebel el Cheïd, borde le nord-ouest de la plaine de Gafour, non loin de ruines romaines comportant un théâtre, une citadelle à tours et des thermes. La concession sera transférée le 3 novembre 1959 à l'Office national des mines tunisien, après l'arrivée au pouvoir d'Habib Bourguiba.

### Algérie

#### Minerais existants
En Algérie, les gisements d'antimoine comportent de la sénarmontite, d'Henri Hureau de Senarmont (1808-1862), au Djebel Hammimat, de la valentinite au Djebel Senza tout proche, de la stibine au Djebel Taya, de la nadorite à la mine du Nador N'Baïls et de la cervantite à Aïn Kerma. L'antimoine est exploité 60 ans avant l'arrivée de la Compagnie des mines de La Lucette. Des gisements sont découverts le 30 juillet 1845 par Fournel, ingénieur en chef des Mines de l'Algérie et Dubocq, tous deux sur la piste de « mines de cuivre exploitées par les Romains » au sud-ouest du point culminant du djebel Sidi Rgheiss et près du Djebel Hammimat. Situé à 90 kilomètres au sud-est de Constantine et 60 kilomètres au sud de Guelma, sur le territoire des Haractas, l'ensemble borde le plateau de Sensa (appelé Djebel Sensa, ou Djebel Sanza) et la fontaine d'Aïn Babouche. 

#### Avant 1906
- La mine du Djebel Hammimat n'est d'abord utilisée que pendant deux ans, les travaux étant abandonnés à la suite d'une insurrection. En 1862, l'extraction représente 1 090 tonnes d'antimoine par an[8] et une « Société anonyme des Mines d'Hamimate » est fondée en 1880 pour exploiter l'une des deux seules mines d'oxyde d'antimoine dans le monde en état de marche, l'autre étant en Australie. Elle est reprise au début du XXe siècle par une société allemande, dont les biens sont mis sous séquestre à l'issue de la Première Guerre mondiale. La Compagnie des mines de La Lucette l'obtient par adjudication en 1932[9].
- Plus au nord, à 30 kilomètres à l'ouest de Guelma, près d'Hammam Meskhoutine et des grottes du Taya, le minerai recueilli au Djebel Taya contient 50 % à 65 % d'antimoine et du cinabre, d'une forte teneur en mercure[10]. Des rognons épars d'un minerai d’oxyde blanc, long parfois près d'un mètre en surface, se changent en sulfure très pur à mesure que l’on s'enfonce. Les premières autorisations d'y faire des recherches de stibine datent des 7 novembre 1845 et 10 octobre 1846. Mais les fouilles ne commencent qu'en 1847. Le site subit des travaux d'exploration intensifs dès la forte croissance économique mondiale des années 1850. Les travaux, suspendus en 1857, avaient produit en 1849 pour 16 tonnes d'antimoine sulfuré. Plus d'une dizaine de sites sont identifiés en Algérie en 1855[11]. Les trois principaux sont le Djebel Taya, le Djebel Sensa et surtout le Djebel Hammimat, cédé en concession, le plus important, à l'époque doté du plus bel oxyde, d'un blanc vitreux, qui s'est vendu en moyenne 300 francs la tonne, de 1876 à 1880, pour la fabrication du blanc d'antimoine, servant à remplacer le « blanc de plomb » dans la peinture[12]. Le filon plongeait dans une roche marneuse sur près de 2 kilomètres. L’affleurement de petits cristaux a la surface s'améliore ensuite en profondeur[13].
- Un autre gite d'antimoine fut exploité à partir de la fin des années 1860 près de Bouchegouf et Hammam N'Bail, dans la mine du Nador N'Baïls, connue des romains, à 23 km au sud-est de Guelma, au milieu du djebel Nador, massif montagneux qui contient des minerais de zinc et de plomb. C'est l'exploitation à grande échelle de ces métaux qui a permis d'utiliser aussi le gisement d'antimoine, associé à du chlore, dans ce que les scientifiques appellent la nadorite[14]. Chaque jour, quelques tonnes de minerai subissaient une calcination sur place avant d'être transportés par charrettes sur 15 kilomètres, jusqu'à la voie ferrée construite en 1865. Creusée dans les georges du Nador, elle reliait Guelma au port d'Annaba, anciennement Bône. Le minerai était ensuite expédié en Belgique, via Sète ou Anvers, vers la fonderie d'Hollogne-aux-Pierres, qui fournissait dès 1872 la totalité du « blanc de zinc » de la Société des mines et fonderies de zinc de la Vieille-Montagne[15] puis constituait en 1912, avec près de 40 000 tonnes, le premier producteur mondial. L'antimoine du Nador a cependant pour handicap d'être mélangé à de la calamine [16]. En 1903, il n'est plus guère exploité qu'au Djebel Taya. La mine du Nador N'Baïls et Djebel Hammimat sont abandonnés car le gisement en Mayenne. La production de minerais d'antimoine d'Algérie, qui avait été de 731 tonnes en 1897, puis 200 tonnes en 1899, est tombée à 93 tonnes en 1900, valant 170 francs la tonne. Elle rebondit ensuite, sous l'action de nouveaux procédés de valorisation
- En 1863, parmi les six mines concédées dans le département de Constantine, figuraient celles de cuivre et de plomb d'Aïn Kerma, la future Messaoud Boudjriou, ainsi dénommée après l'Indépendance. Des colons alsaciens-lorrains avaient été installés après 1871 dans le centre d'Aïn Kerma[17]. Le secteur est décrit ainsi par l'explorateur Élisée Reclus en 1886 : « en aval du village d'Aïn Kerma (Messaoud Boudjriou), la vallée se rétrécit et forme le Kheneg, synonyme de défilé, âpre gorge »[18].

##### Après 1906
Les gîtes d'antimoine d'Aïn Kerma paraissent avoir été redécouverts au XXe siècle, lors de la période d'expansion de la Compagnie des Mines de la Lucette. Les recherches furent cependant peu actives jusqu'en 1913, date à partir de laquelle la compagnie s'y investit, car les préparatifs de guerre augmentent la demande d'antimoine, pour durcir le plomb utilisé dans l'armement. En avril 1914, la presse relève que "pour conserver sa vitalité", elle "s'est intéressée" dans des "affaires d'antimoine en France et aux colonies". Mais à Nades, commune de l'Allier où dès le 3 avril 1829, une ordonnance avait donné concession d'une mine d' antimoine sulfuré, située au lieu de Lafond, les résultats ne sont pas très encourageants. En Algérie, "on n'a pas levé l'option sur des gisements examinés". La fonderie d'antimoine de la Lucette est alors alimentée avec des minerais achetés en Bretagne, au Colombier (Auvergne) ou à l'étranger et un contrat a été passé avec l'Usine d'antimoine de Barcelone, où  la fabrication d'oxydes de première qualité est régulière.
L'Algérie exportait environ un millier de tonnes d'antimoine avant la Première Guerre mondiale, chiffre qui est multiplié par 28 en deux ans. La Compagnie des mines de La Lucette lance une étude, menée par le professeur de géologie et de minéralogie Henri Douxami, de l'Université de Lille, sur les minerais de cervantite du Khéneg à Aïn Kerma. La demande d'antimoine s'est intensifiée pendant les hostilités, pour durcir le plomb utilisé dans bon nombre d'armes. Des milliards de billes de plomb durci d'arsenic et/ou d'antimoine sont fabriquées pour les obus Shrapnel les plus utilisés dans les zones de tranchées, en particulier par André Citroën pour Louis Loucheur, chef-adjoint de l'artillerie française, après la Crise des obus de 1915. En 1916, l'Algérie produit à elle seule 28 000 tonnes d'antimoine, mais cette accélération de l'extraction épuise la partie connue des gisements, ou semble le faire, comme à Aïn Kerma. Au Djebel Hammimat, on met sous séquestre la mine reprise vers 1911 par la Société des Mines de Sakamody, soutenue financièrement par la maison Beer, Sondheimer et Cie de Francfort.
Confrontée aux besoins de guerre La Lucette, va louer en mai 1915 les installations d'une fonderie d'antimoine à Langeac (Haute-Loire). Cette fonderie, arrêtée en janvier 1915, nécessite d'importants travaux de remise en état. La production à partir de minerais algériens va redémarrer en août pour les essais. En octobre la production était de 100 tonnes de régule d'antimoine et 150 tonnes de plomb arsénieux. L'usine sera fermée en 1919.
Le rapport présenté à l’assemblée du 27 mai 1918 mentionne que le chiffre d'affaires de 1917 dans l'antimoine a  atteint le chiffre record de 6,7 millions de francs et que l'activité à l'usine de Langeac a été  gênée par les difficultés d'approvisionnement. Concernant les mines algériennes d'Aïn-Kerma et du Djebel Haminat, il précise que la première croît favorablement, la seconde rencontrant des obstacles. Le Sémaphore algérien du 14 août 1919 mentionne d'intéressants travaux sur un curieux gîte d'hydroxyde d'antimoine, qui paraît au contact de deux formations d'âges différents, puis s'inquiète en 1921 de la filiale américaine, la situation du marché de l'antimoine aux États-Unis étant devenue si défavorable que l'usine de Piscataway a dû suspendre ses fabrications. Après-guerre, l'État français prend le décret du 28 août 1920, créant 7 concessions en Algérie, dont 4 d'antimoine, puis le décret du 26 janvier 1923, instituant les concessions d'Aïn Kerma, et sa commune limitrophe Bizot et sa gare, située à une petite vingtaine de kilomètres, dans l'arrondissement de Constantine (Algérie). De bons spécimens de valentinite, en agrégats de cristaux aciculaires, y seront exploités en tant que minerai,.
En 1919 et 1920, après les gros efforts consentis pendant la Première Guerre mondiale, la mine du Nador N'Baïls et celle du Djebel Hammimat produisaient ensemble encore 2 000 à 3 000 tonnes d'antimoine par an, puis c'est 3 000 tonnes en 1924. La Compagnie des mines de La Lucette a augmenté les quantités produites sur ces deux sites, à partir des années 1930, qui ont vu l'extraction augmenter encore plus à Aïn Kerma.
Cette dernière, à première vue épuisée pendant la Première Guerre mondiale, fait l'objet en 1929 d'une mission d'un jeune attaché de direction de la Compagnie, venu de la Compagnie du Boléo, car la production du gisement de Mayenne est en fin de vie. En 1936, aux usines du Genest, les dépenses ont été comprimées au maximum, et souffrent de leur mauvaise situation géographique, que. ne justifie plus l'exploitation de la mine du Genest,. La mine d'Aïn Kerma est rouverte en 1932, puis relancée en 1936 par la découverte d'une très importante prolongation de son gisement, grâce au géologue M.Deleau, sous la direction de Pierre Thiéry. Une ligne à haute tension de 6 kilomètres de long est alors déployée pour l'alimenter, ce qui permet d'installer l'éclairage pour les 3 000 habitants. La mine va produire 44 000 tonnes de minerai oxydé à 40 % d'antimoine, appelé cervantite, entre 1915 et 1945 (principalement de 1932 à 1945). Elle sert de base de liaison au site archéologique romain de Tiddis, tout proche, inauguré en avril 1941 par l'archéologue André Berthier. Fin 1942, le personnel de la mine est mobilisé dans l'Armée d'Afrique du Nord et elle doit fermer en mai 1945, car la fin de la Seconde Guerre mondiale diminue la demande et fait brusquement chuter les cours mondiaux. Puis elle rouvre en 1947. De nouveaux usages pour l'Ignifugation des textiles et les matières plastiques prendront, peu à peu le relais, grâce aux normes anti-incendie, ce qui permet à la fonderie de Laval de tourner toujours à plein régime.
Progressivement, la mine du Nador N'Baïls monte à son tour en puissance, avec une production deux fois plus massive que celle d'Aïn Kerma, mais d'une teneur environ trois fois moins élevée. Alors qu'elle produisait, au début, surtout du zinc, la mine du Nador N'Baïls devient peu à peu le principal fournisseur d'antimoine d'Algérie, avec 6 000 tonnes par an, soit l'équivalent de la consommation totale française et toujours 5 517 tonnes en 1956, année où le conseil d'administration examine une proposition de fondre l'antimoine sur place, plutôt que l'acheminer par camions, trains et bateaux vers la fonderie de Laval, via le port d'Annaba. La mine du Nador N'Baïls est pillée par un commando du FLN le 8 novembre 1954 et immédiatement placée sous la protection d'un détachement de l'armée française, qui y restera huit ans, jusqu'en 1962. En 1959, avec l'autre principal gisement algérien de la compagnie, celui d'Aïn Kerma, elle produit 8 200 tonnes par an, malgré la guerre d'Algérie.
Après les Accords d'Évian de 1962, c'est essentiellement la mine du Nador N'Baïls qui a été exploitée, en raison de la facilité offerte par la présence d'autres métaux, et surtout grâce à la ligne de chemin de fer reliant Guelma au port Annaba. Sa production a chuté à 640 tonnes en 1962 puis plus rien en 1963, contre 2 224 tonnes en 1961, avant de remonter à 1 380 tonnes en 1968. Elle fournissait 100 % de la production d'antimoine algérien en 1970. En 2011, la production mondiale d'antimoine, d'environ 160 000 tonnes, soit cinq fois ce que l'Algérie produisait à elle seule en 1917, était concentrée à plus de 90 % en Chine et à 3 % en Bolivie.

### Corse
En Corse, le groupe a opéré sur de petits gisements permettant d'alimenter la fonderie du Genest Saint Isle. Le site des « mines de Meria », avait eu d'abord sa propre fonderie, pour une production plus importante. En 1952, la « Société d'Études et de Recherches pour l'Antimoine », filiale de la « Société Nouvelle des Mines de la Lucette », reprend la concession et envisage d'exploiter de nouveaux filons, aux lieux-dits Belle Fachieri, à Luri, et San Martino à Meria, commune qui a connu une extraction d'antimoine depuis 1793, intensifiée à partir de 1855, avec les filons de Fossato, San Martino et Vallone.

### Autres gisements d'antimoine opérés par d'autres sociétés en France
Les administrateurs ont justement toujours refusé les accords proposés par ces autres sociétés.

### Vendée
Dans le département de la Vendée, également situé en région Pays de la Loire, l'exploitation minière a eu lieu sur la commune de Rochetrejoux, à plus grande échelle à partir de 1906. L'importance du gisement amène à forer dès 1907 un puits d'exploitation, le « Puits Neuf », jouxté d'une fonderie, qui va employer jusqu'à 160 salariés. Une course à pied sous forme de semi-marathon en trois boucles, baptisée les « Foulées de l'antimoine », entretient ce souvenir.

### Auvergne
En Auvergne, l'activité minière est relativement traditionnelle et artisanale dans le district à antimoine de Brioude et Massiac, développée par Emmanuel Basse Vitalis puis Emmanuel Chatillon au Babory-de-Blesle. La production auvergnate globale a approché 40 000 tonnes d'antimoine, sur une période extractive d'une centaine d'années (1830/1930), soit une moyenne de 400 tonnes par an, mais fut interrompue brutalement par la crise de 1929, qui a provoqué l'effondrement des cours. Seule la mine d'Ouche a fonctionné épisodiquement ensuite, avant de fermer définitivement en 1960.

### Bretagne
En Bretagne, dans le département d'Ille-et-Vilaine, l'exploitation avait déjà lieu à l'initiative de la « Société des Mines du Semnon », depuis 1892, à 3 km à l'ouest de Martigné-Ferchaud, sur la rive nord de la rivière Semnon.

### Mayenne
Pour sa part, la Compagnie des mines de La Lucette a installé au moulin du Bas-Coudray au Genest (Mayenne), un laboratoire d'étude de l'extraction et du traitement de l'antimoine. La compagnie exploita aussi un gisement d'antimoine à Kerdévot en Ergué-Gabéric (Finistère) entre 1913 et 1928. Le minerai était extrait, lavé, trié, mis en sac, puis expédié par le train de Quimper à la fonderie de Le Genest-Saint-Isle. En 1916, la société arrêta l'exploitation sur ce site et entreprit le démontage des installations, puis reprit des recherches en contrebas de Niverrot en 1927.

## Reconversion
En janvier 2001, la société « Produits Chimiques de Lucette », devenue filiale du groupe américain Safeguard Internatinal et sa filiale européenne Sudamin, a repris l’ensemble de l’activité industrielle et commerciale du groupe, demeurant un spécialiste reconnu de l’antimoine et de ses dérivés ainsi que des formulations ignifugeantes basées sur l’antimoine. La Compagnie des mines de La Lucette a réinvesti le produit de la cession dans la constitution d'un patrimoine immobilier, constitué à 75 % de bureaux et 25 % d'entrepôts et valorisé en juin 2006 à 1,6 milliard d'euros, qui a ensuite changé plusieurs fois de mains. Le groupe de distribution Casino lui a cédé le 17 octobre 2005 treize entrepôts pour 201,5 millions d'euros. Le 8 mars 2006, elle a acheté cinq immeubles de bureaux pour une surface d’environ 116 500 mètres carrés pour un prix de 1,11 milliard d’euros.
Le 30 mars 2005, le fonds de placement immobilier de la banque américaine Morgan Stanley a procédé à l'acquisition, pour un prix de 21 euros par action, d'un bloc représentant 67,9 % du capital de la société « Mines de la Lucette », cotée au Premier Marché d'Euronext, auprès des trois principaux actionnaires: FL Participations, Tchingel SA et Saint Paul SA. Puis le capital a été acquis par la société Icade, filiale de la Caisse des dépôts et consignations.